# Sibratsgfäll
Sibratsgfäll är en ort och kommun i distriktet Bregenz i förbundslandet Vorarlberg i Österrike. Kommunen gränsar i öster till Tyskland. 